# Kagnagara
Ne doit pas être confondu avec Kaniagara.
Kagnagara, également orthographié Kaniagara, est une commune rurale située dans le département de N'Dorola de la province de Kénédougou dans la région des Hauts-Bassins au Burkina Faso.

## Géographie
Kagnagara est situé à environ 21 km au nord de N'Dorola et à 6 km de la frontière malienne que constitue la rivière Banifing. Kagnagara est reparti en cinq quartiers qui sont Kafoungue, Tchébagalaw, Kakadougo, Sagnigarka et Yanê (Kayifomoo)[réf. souhaitée].

## Économie
L'économie de Kagnagara se repose particulièrement sur l'agriculture, un peu d'élevage et de culture maraîchère en saison sèche.

## Santé et éducation
Le centre de soins le plus proche de Kagnagara est le centre de santé et de promotion sociale (CSPS) de N'Dorola situé à une vingtaine de kilomètres.
Le village possède une école primaire publique de trois classes.